# Gertrude Barnum
Gertrude Barnum (29 de septiembre de 1866-17 de junio de 1948) fue una trabajadora social y organizadora laboral estadounidense.

## Primeros años
Barnum nació en Chester (Illinois), aunque creció en el área de Chicago. Su padre era abogado y juez del condado de Cook, y su familia era parte de la clase alta de la ciudad. Barnum asistió a la Escuela Secundaria del Municipio de Evanston y a la Universidad de Wisconsin, pero abandonó después de su primer año en la universidad. Tras regresar a Chicago, participó en el Movimiento settlement de la ciudad y se convirtió en trabajadora social en las casas de colonización de la ciudad. Trabajó como aprendiz en Hull House durante la década de 1890 antes de convertirse en la principal trabajadora de la Henry Booth House en 1902.

## Sindicalismo
La experiencia de Barnum como trabajadora social la llevó a unirse al movimiento obrero, ya que consideraba que era el mejor camino para mejorar la vida de los que dependían de las casas de asentamiento. Se unió a la Liga Nacional de Sindicatos de Mujeres (WTUL) poco después de su fundación en 1903, y pronto se convirtió en organizadora nacional del sindicato. Supervisó huelgas en varias industrias en Fall River (Massachusetts), Troy (Nueva York), y Aurora (Illinois) en 1905; durante los siguientes años, continuó supervisando huelgas en todo el país, principalmente en la industria de la confección. Como miembro de la clase alta, Barnum pudo usar su estatus para asegurar el apoyo de otros ciudadanos de clase alta a la causa del trabajo; durante una huelga en 1913 en la ciudad de Nueva York, incluso convenció a Theodore Roosevelt para que apoyara públicamente a los trabajadores de la confección en huelga.
Sin embargo, los antecedentes de Barnum ocasionalmente causaron tensión con las mujeres de la clase obrera del movimiento obrero. En particular, se enemistó con Leonora O'Reilly, una de las primeras miembros de la WTUL que renunció en 1905 debido a su insatisfacción con los aliados de la clase alta dentro de la organización. Después de la renuncia de O'Reilly, Barnum la reprendió por dejar una organización que sentía que ella seguía haciendo un buen trabajo a pesar de sus críticas. O'Reilly también criticó un libro sobre la clase trabajadora que Barnum había alabado, alegando que era una descripción inexacta de la vida real de las mujeres de la clase trabajadora. Barnum respondió en una carta escrita en la WTUL, de la que había tachado el nombre de O'Reilly; aunque admitió que O'Reilly podía tener razón sobre el libro, siguió criticándola por dejar la liga.

## Funciones de asesoramiento
En 1914, Barnum asumió un puesto en la recién creada Comisión de Relaciones Industriales de los Estados Unidos. A finales de la década, se había convertido en la subdirectora del servicio de investigación del Departamento de Trabajo de los Estados Unidos. También se unió a la Liga de la Igualdad de Mujeres Autofinanciadas, una organización fundada por Harriot Stanton Blatch para promover el movimiento del sufragio femenino. En 1919, se retiró y se mudó a California, donde vivió hasta su muerte en 1948.